# オイランスキアシヒメガエル
オイランスキアシヒメガエル（花魁鋤足姫蛙、学名：Scaphiophryne gottlebei）は、ヒメアマガエル科に分類されるカエル。

## 分布
マダガスカル南西部

## 形態
体長は3から4センチメートル。オスよりもメスの方が大型になり、オスは最大でも体長3センチメートルほど。皮膚の表面は疣状の突起がなく滑らか。背面には黒く縁取られた赤やオレンジ、緑、黄緑等の斑紋が入る。四肢の色彩は白く、黒い筋模様が入る。和名は本種の色彩が花魁のように見えることに由来する。
前肢の指の先端が広がり、吸盤状になる。

## 生態
乾燥地帯にある河川沿いや峡谷沿いにある森林等に生息する。夜行性で、昼間は地中に潜って休む。
食性は動物食で、小型の昆虫類（アリ、シロアリ）等を食べる。
繁殖形態は卵生で、雨季にできた水溜まりに卵を産む。

## 人間との関係
分布が限定的でペット用の採集により生息数がおびやかされることを懸念して、2002年にワシントン条約附属書IIに掲載された。
ペットとして飼育されることもあり、日本にも輸入されている。ワシントン条約に掲載されたことにより流通量は激減している。テラリウムで飼育される。ヤシガラ土や腐葉土等の保湿力があり潜りやすい床材を厚めに敷く。夜間に霧吹き等で水分を与えるが、床材の表面が常時湿っているような状態は避ける。小型種であることに加えて口も小さいため、極小サイズの餌（初令-2令のコオロギ、ショウジョウバエ、シロワラジムシ等）が必要になる。